# Anundsjö kyrka
Anundsjö kyrka är en kyrkobyggnad i Bredbyn. Den är församlingskyrka i Anundsjö församling i Härnösands stift. 

## Kyrkobyggnaden
Vid utgrävningar på 1950-talet fann man rester av en stenkyrka som man tror uppfördes på 1200-talet. Ett stort kors på kyrkogården markerar var denna kyrkobyggnad låg. Nuvarande kyrka uppfördes 1437 och är ett bra exempel på mellannorrländsk senmedeltida kyrkoarkitektur, med tydliga drag av romansk stil; som till exempel den till den romanska stilen utmärkande rundbågestilen i fönster och ingångar. Den har en enkel rektangulär grundplan och består av långhus, vapenhus i söder och sakristia i norr. Ingång sker genom vapenhuset. Kyrkan har trots flera restaureringar fått behålla sitt medeltida utseende.
I början av 1700-talet får kyrkan sin nuvarande predikstol. Något år senare tillkommer läktare och i mitten av 1700-talet vitkalkas kyrkorummet. Därefter präglas kyrkan helt av Per Zakrissons arbeten. 1759 byggde han ny klockstapel, 1762 korläktaren och 1772 den nya sakristian.
Kyrkan har målningar i taket som tidigare målats över med vit färg. Vid en restaurering 1952 tvättades färgen bort så gott det gick. Som tvättsvamp användes bröd eftersom det fungerar som en mycket skonsam tvättsvamp. Målningarna är bevarade endast i en liten del av valvet intill predikstolen samt bågarna över korfönstret.
Klockstapeln uppfördes 1759 av Pehr Zakrisson i Kubbe. Zakrisson, född 1723 och död 1780, var bonde i Anundsjö socken och känd som snickare, snidare, smed och mekaniker, men främst som allmogebyggmästare. Framför klockstapeln står en minnessten över Zakrisson. Den restes 1959 vid 200-årsfirandet av stapelns tillkomst. Klockstapeln har två klockor.

## Inventarier
- En sexsidig dopfunt snidad i trä är daterad till 1665. Den är en gåva av kyrkoherden Olof Anzenius till minne av hans son Olof som dog ung.
- Predikstolen tillverkades i början av 1700-talet av träsnidaren Erik Olofsson Bring.
- Krucifixet på södra långväggen härstammar omkring 1500.
- Några medeltida träskulpturer från 1200-talet och 1400-talet är numera deponerade till länsmuseet.
- Två mässhakar finns bevarade. En är i brun sammet från 1665 och en svart från 1772.
- Ett nattvardskärl är från 1771. Kyrksilvret stals vid inbrott 1786 men kom senare tillrätta.
- Altartavlan med infattning i rokokostil är utförd av bildhuggaren Pehr Westman och förgyllaren Jonas Wagenius. Altartavlans glasmålning utfördes 1913 av Gustaf Mauritz Kjellström.

### Orgel
Orgeln är byggd 1925 av Åkerman & Lund men man bibehöll fasaden från den tidigare orgeln från 1866. År 1938 utökades den och 1952 tillbyggdes den ytterligare samt omdisponerades och fick nytt spelbord 1955. Hammarbergs orgelbyggeri i Göteborg byggde den nuvarande orgeln 1972.

#### Diskografi
- Orgelmusik i Anundsjö kyrka / Grzeskowiak, Frank, orgel. LP. Prinzipal Schallplatten PV 3102. 197?.

## Bilder

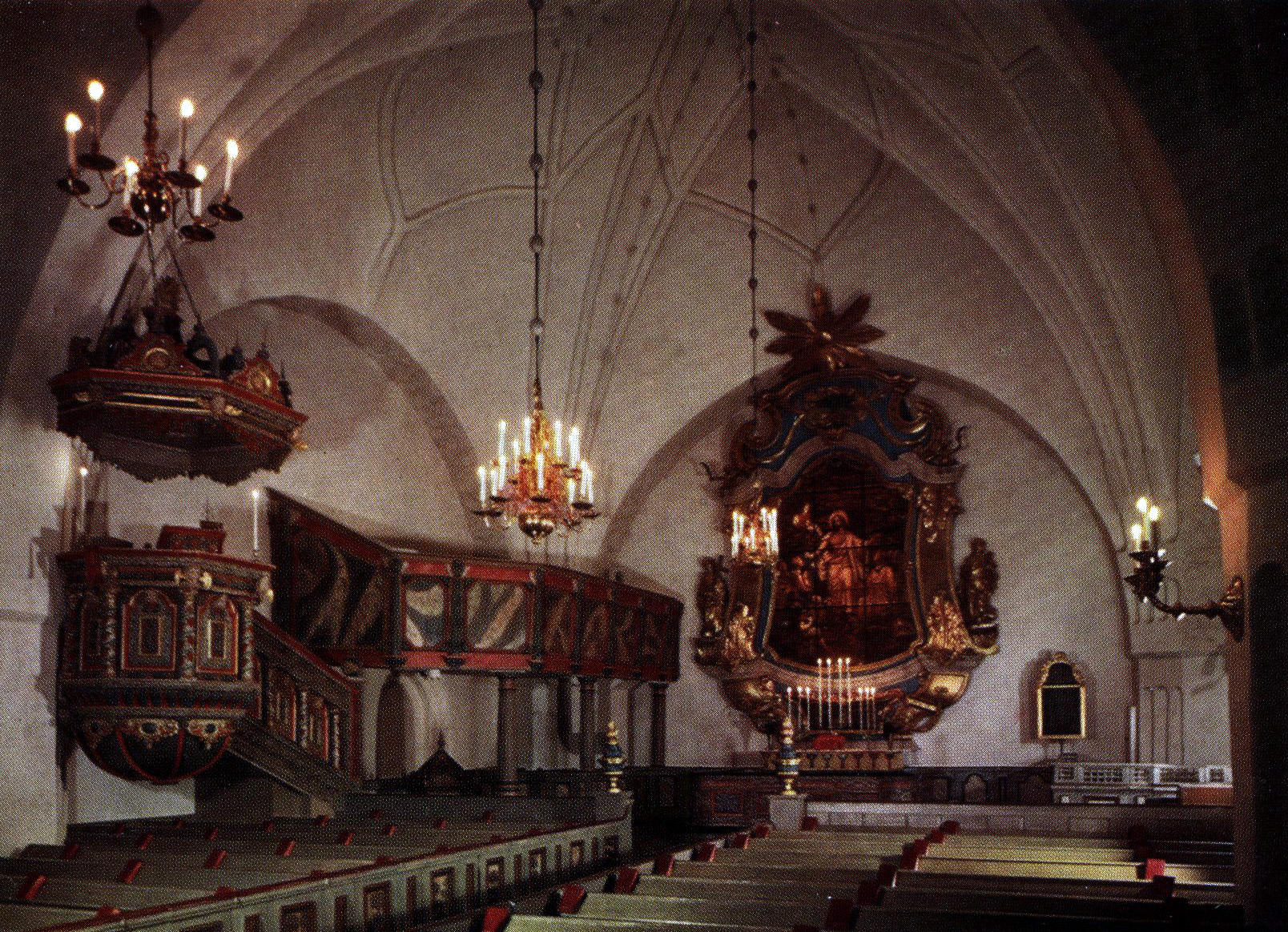
Interiör.
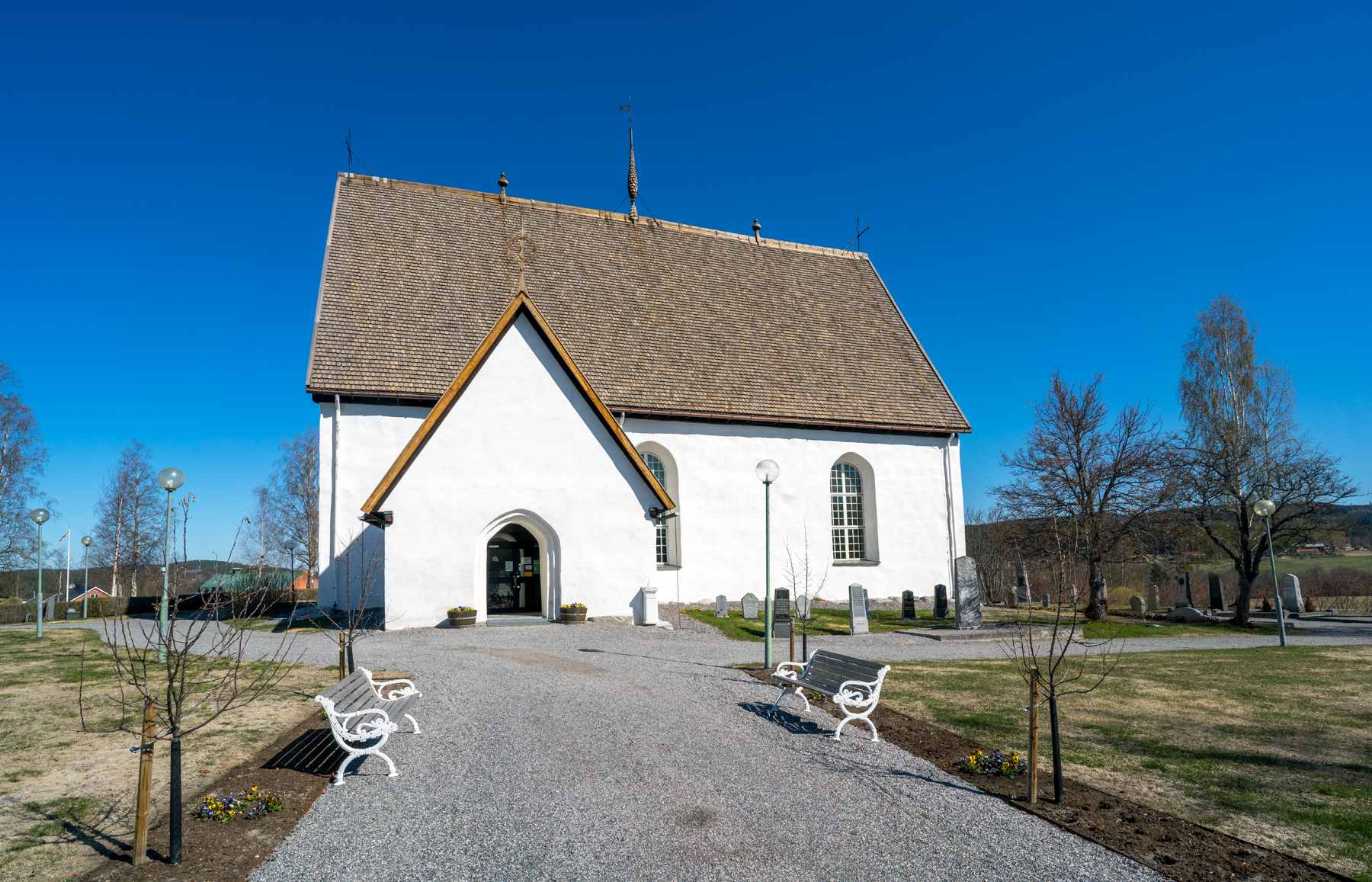
Anundsjö kyrka.